# اسوكا (ايبركاك الجنوبي)
اسوكا هو دُوَّار يقع بجماعة إيسافن، إقليم طاطا، جهة سوس ماسة في المملكة المغربية. ينتمي الدوّار لمشيخة ايبركاك الجنوبي التي تضم 4 دواوير. يقدر عدد سكانه بـ 73 نسمة حسب الإحصاء الرسمي للسكان والسكنى لسنة 2004.

## روابط خارجية
- البوابة الوطنية للجماعات الترابية
- المندوبية السامية للتخطيط